# Pleurothallis elegantula
Pleurothallis elegantula är en orkidéart som beskrevs av Célestin Alfred Cogniaux. Pleurothallis elegantula ingår i släktet Pleurothallis och familjen orkidéer. Inga underarter finns listade i Catalogue of Life.